# 192155 Hargittai
192155 Hargittai este un asteroid din centura principală de asteroizi.

## Descriere
192155 Hargittai este un asteroid din centura principală de asteroizi. A fost descoperit pe 21 aprilie 2006 la Piszkesteto de Krisztián Sárneczky. Asteroidul prezintă o orbită caracterizată de o semiaxă mare de 3,01 ua, o excentricitate de 0,04 și o înclinație de 2,0° în raport cu ecliptica.